# Vento di primavera - Innamorarsi a Monopoli
Vento di primavera - Innamorarsi a Monopoli è un film italiano del 2001 diretto da Franco Salvia.

## Trama
Alessandro De Rossi, giovane cardiologo, chiede di poter lavorare in un'importante casa di cura. Intanto i coniugi Manuel e Kikka ereditano lo studio veterinario. La figlia del titolare, Viviana Leonardis, insiste affinché venga assunto e si prende una cotta per il medico, tralasciando il suo fidanzato. Le amiche se ne accorgono e intervengono presso quest'ultimo. Poi la vicenda si complica: Alessandro scopre che la ex moglie Eleonora è tossicodipendente e si trova disoccupato ad occuparsi da solo della figlia Stellina di otto anni. Chiede a Kikka e Manuel di lavorare come veterinario, successivamente Manuel è costretto a licenziarlo. Un colpo di scena, che riguarda il rapporto tra il giovane ed il professor De Leonardis, conclude la vicenda positivamente.

## Produzione
Il film è ambientato a Monopoli come recita il titolo, e una parte degli esterni è effettivamente girato nella cittadina della Puglia. Altre scene sono girate a Rutigliano, Giovinazzo, Torre a Mare. Gli interni sono girati quasi tutti all'interno del palazzo di Telenorba a Conversano.
Il film è uscito nelle sale il 20 marzo 2001.